# Mehiläinen
A Mehiläinen (jelentése finnül: méh) az első finn nyelvű folyóirat volt, melyet Elias Lönnrot adott ki. Először 1836–1837-ben Ouluban, majd 1839–1840-ben Helsinkiben nyomtatták.
Megjelenésétől kezdve előfizetőinek száma fokozatosan csökkent: 1836-ban 500, 1837-ben 150, 1840-ben 119 olvasója volt.
A folyóirat jelentős szerepet játszott a finn irodalmi nyelv fejlődésében. Népi versek, közmondások, mesék és találós kérdések voltak benne. Cikkek szóltak a helyi történelemről, a gazdálkodásról, orvosi javallatokról. Emellett Lönnrot finn nyelvtant és elemi számtant is közölt. A korabeli finn értelmiségi réteg több képviselője: népköltők, tanárok, orvosok írásai is megjelentek a lapban.
1840-ben a előfizetők számának elapadása miatt szűnt meg.

## Fordítás
- Ez a szócikk részben vagy egészben  a   Mehiläinen (magazin) című finn Wikipédia-szócikk ezen változatának fordításán alapul.  Az eredeti cikk szerkesztőit annak laptörténete sorolja fel. Ez a jelzés csupán a megfogalmazás eredetét és a szerzői jogokat jelzi, nem szolgál a cikkben szereplő információk forrásmegjelöléseként.